# Бруно (Асти)
Бруно (итал. Bruno) је насеље у Италији у округу Асти, региону Пијемонт.
Према процени из 2011. у насељу је живело 296 становника. Насеље се налази на надморској висини од 145 м.

## Становништво
| 1936. | 1951. | 1961. | 1971. | 1981. | 1991. | 2001. | 2011. |
| ----- | ----- | ----- | ----- | ----- | ----- | ----- | ----- |
| 947   | 844   | 742   | 573   | 453   | 394   | 375   | 351   |